# Montauban-de-Picardie
Montauban-de-Picardie (picardisch: Montaubin-d’Picardie) ist eine nordfranzösische Gemeinde mit 216 Einwohnern (Stand 1. Januar 2022) im Département Somme in der Region Hauts-de-France. Die Gemeinde gehört zum Kanton Albert und ist seit 1. Januar 2013 Teil der Communauté de communes du Pays du Coquelicot (zuvor Communauté de communes du canton de Combles).

## Geographie
Die Gemeinde liegt rund sechs Kilometer westlich von Combles an der Départementsstraße 64 von Combles nach Fricourt und am Circuit de Souvenir, der an die Schlacht an der Somme im Jahr 1916 erinnert. In der Gemeinde liegen zwei britische Soldatenfriedhöfe (Bernafay Wood british Cemetery und Quarry Cemetery) sowie ein Gedächtniskreuz.

## Geschichte
Die Gemeinde erhielt als Auszeichnung das Croix de guerre 1914–1918.

## Einwohner
| 1962 | 1968 | 1975 | 1982 | 1990 | 1999 | 2006 | 2010 |
| ---- | ---- | ---- | ---- | ---- | ---- | ---- | ---- |
| 224  | 215  | 183  | 176  | 186  | 197  | 212  | 219  |

## Verwaltung
Bürgermeister (maire) ist seit 2001 Gilbert Froment.

## Persönlichkeiten
- Hélène Rochas (1927–2011), Parfümfabrikantin, ist hier geboren.